# Jefim Samoilowitsch Fradkin
Jefim Samoilowitsch Fradkin, häufig als E. S. Fradkin zitiert, (russisch Ефим Самойлович Фрадкин; * 30. November 1924 in Schtschedrin, Belarussische SSR; † 25. Mai 1999 in Moskau) war ein russischer theoretischer Physiker.

## Leben
Fradkin studierte 1940/1 ein Jahr an der Universität Minsk (er hörte dort u. a. bei Israel Gelfand Vorlesungen) und arbeitete als Schullehrer, bevor er im Zweiten Weltkrieg zum Wehrdienst eingezogen wurde (1942) und u. a. bei Stalingrad als Kadett der Artillerie kämpfte, wo er schwer verwundet wurde. Er war bis 1947 bei der Armee. Seine (jüdische) Familie wurde im Krieg getötet. 1948 machte er an der Universität Lemberg (Lwow) seinen Abschluss und war danach in Moskau zunächst am Physik-Institut der Akademie der Wissenschaften der UdSSR und dann am Lebedew-Institut bei Igor Tamm und Witali Ginsburg, wo er den Rest seiner wissenschaftlichen Karriere verbrachte. Seit 1972 war er dort Abteilungsleiter. 1996/7 war er Gastprofessor in der Theorieabteilung am CERN.
1953 erhielt er den Stalinpreis erster Klasse, 1980 den Tamm-Preis der Akademie der Wissenschaften der UdSSR (seit 1992 Russische Akademie der Wissenschaften) (als erster Preisträger), deren Vollmitglied er seit 1993 war (und seit 1970 korrespondierendes Mitglied der Abteilung Kernphysik der Akademie). 1988 erhielt er mit David Gross die Dirac-Medaille (ICTP). 1996 war er der erste Preisträger der Sacharow-Goldmedaille. Er war auswärtiges Mitglied der Accademia Pontaniana in Neapel.
Er sollte nicht mit dem theoretischen Physiker Eduardo Fradkin verwechselt werden.

## Werk
Fradkin beschäftigte sich zunächst mit Quantenfeldtheorie (QFT). In den 1950er Jahren entwickelte er funktionale Methoden (Pfadintegrale über Quantenfelder) der QFT inklusive einer formalen Lösung der Schwinger-Dyson-Gleichungen und fand unabhängig von Julian Schwinger deren euklidische Formulierung. Er wandte den Formalismus auch in der statistischen Mechanik an und erkannte unabhängig von Lew Landau und Isaak Jakowlewitsch Pomerantschuk die Divergenz der Kopplungskonstante (der „nackten“ Ladung) in der Quantenelektrodynamik. 
Nach ihm und Igor Anatoljewitsch Batalin und G. A. Vilkovisky ist die BFV-Methode der Quantisierung von Systemen mit Nebenbedingungen benannt, die er ab 1973 entwickelte (anwendbar z. B. auf Eichtheorien und in der Stringtheorie). Daneben befasste er sich mit einem breiten Spektrum von Feldern der theoretischen Physik, von Plasmaphysik, Spin-Modelltheorien auf dem Gitter bis zu GUTs, wo er sich u. a. mit exzeptionellen Lie-Gruppen als Eichgruppen befasste und das Vorhandensein asymptotischer Freiheit als Kriterium für GUTs vorschlug. Außerdem war er ein Pionier in konformer Feldtheorie (ab 1974) und in Eichtheorien (die Ward-Takahashi-Identitäten werden manchmal zusätzlich nach ihm und Slavnov benannt) und entwickelte die erste Theorie der erweiterten Supergravitation (extended gauged supergravity).

## Schriften
- mit Mark Paltchik „Conformal quantum field theory in D Dimensions“, Dordrecht, Kluwer, 1996
- mit D. Gitman, Sh. Shvartsman „Quantum Electrodynamics with unstable vacuum“, Springer 1991
- Ausgewählte Werke in theoretischer Physik, Moskau, Nauka 2007 (russisch)